# Nicholas Bayard
Nicholas Bayard (Alphen aan den Rijn, 1644 – 1707) è stato un ufficiale e politico olandese, 16° sindaco di New York.